# Přibyslavice (district de Brno-Campagne)
Pour les articles homonymes, voir Přibyslavice.
Přibyslavice (en allemand : Pschibislawitz) est une commune du district de Brno-Campagne, dans la région de Moravie-du-Sud, en République tchèque. Sa population s'élevait à 518 habitants en 2020.

## Géographie
Přibyslavice se trouve à 4 km à l'est-sud-est de Velká Bíteš, à 27 km à l'ouest-nord-ouest de Brno et à 159 km au sud-est de Prague.
La commune est limitée par Křoví et Velká Bíteš au nord, par Svatoslav à l'est, par Lesní Hluboké et Zálesná Zhoř au sud, et par Velká Bíteš à l'ouest.

## Histoire
La première mention écrite de la localité date de 1175.

## Administration
La commune se compose de deux quartiers :
- Přibyslavice
- Radoškov